# Libyske Hav
Det Libyske Hav (græsk Λιβυκό πέλαγος, Latin Libycum Mare, arabisk البحر الليبي) er den del af Middelhavet som er nord for den afrikanske kyst i oldtidens Libyen, dvs. Cyrenaica og Marmarica (kysten af det, der nu er østlige Libyen og det vestlige Egypten, mellem Tobruk og Alexandria ). Denne betegnelse blev brugt af gamle geografer, der beskrev det sydlige Middelhav, men udtrykket bruges også af moderne rejseforfattere og kartografer. Den sydlige kystlinje på Kreta, der grænser op til det libyske hav, omfatter Asterousia-bjergene og Mesarasletten; Området havde en betydelig bosættelse i bronzealderen, herunder stederne Kommos, Hagia Triada og Festos.
Uden over Kreta ligger øerne Gavdos, Gavdopoula, Koufonisi og Chrysi i det libyske hav.
Mod øst ligger det Levantiske Hav, mod nord Det Joniske Hav og mod vest Sicilienstrædet.